# バリナスロー
バリナスロー（英：Ballinasloe、アイルランド語：Béal Átha na Sluaベル・オーハ・ナ・スルア)はアイルランド共和国ゴールウェイ県にある町の一つ。ゴールウェイ市から東、アイルランド中西部にある。

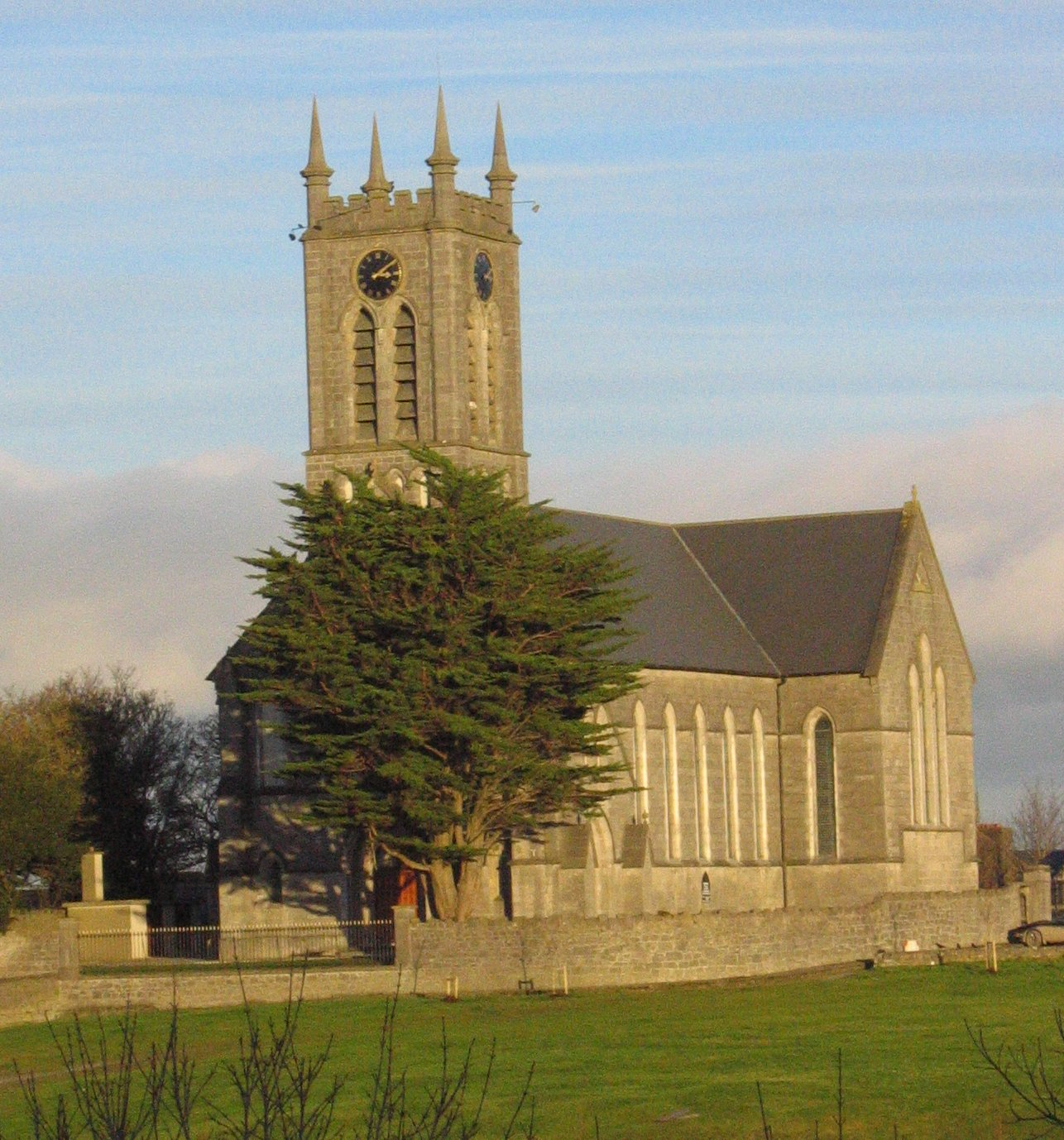
バリナスローの教会

バリナスローの町の教会はシャノン川の支流サック川の合流点に建設されており、そのゲール語名が「人込みの瀬の口」を意味するとおり古代よりこの町は人の集まる場所であった。
サッカーとラグビーのが盛んでGAA（ゲーリック体育協会）のDuggan Park groundsがある。
地元のGAAクラブにはSt. Grellan'sゲーリックフットボールクラブ、バリナスローハーリングクラブとバリナスローカモギークラブの3つがある。
この町で行なわれる馬市（The Ballinasloe Fair）はヨーロッパ有数の歴史ある馬市で1700年代まで遡ることができる。現在もこの馬市には10万人を越える人々が世界中から訪れる。またこの町はアン・チューカ・フィアン（An tSúca Fiain）と呼ばれる夏祭りを誇りにしている。
N6道路とダブリン・ゴールウェイ間の鉄道路線が町を通る。以前は運河での水運が行なわれていたが現在はボルド・ナ・モーナ（Bord Na Móna）社の運営する鉄道輸送に圧されて廃止された。
バリナスローの守護聖人は聖グレラン。

## 町議会
バリナスロー町議会の起源は1841年2月22日にアイルランド総督の指示で設置されたバリナスロー町委員会（Ballinasloe Town Commissioners）にある。その最初の会議はクレイグのホテルで行なわれた。委員長にはウィリアム・ル・プア・トレンチ少将、委員にはロレンス・ディロン神父（代理人）、聖職者トラヴァーズ・ジョーンズ他町の専門家・企業家達が参加した。
最初の議題は電気とガスの供給であったが£1,421をかけてすぐに実現した。
1880年3月16日、バリナスローは都市衛生地区に指定され、1897年Ballinasloe Urban Councilとなった。2001年、バリナスローUDCはBallinasloe Town Councilと改名された。